# Tylomys bullaris
Il ratto rampicante del Chiapas  (Tylomys bullaris Merriam, 1901) è un roditore della famiglia dei Cricetidi, diffuso nel Messico meridionale.

## Descrizione
Assomiglia grossolanamente a Rattus rattus.

Misura 17–25 cm cui vanno aggiunti 20–25 mm di coda.

La pelliccia è di colore grigio-brunastro sul dorso, biancastra sul ventre. La coda, sottile, è bruno-nerastra. Possiede grandi orecchie glabre.

## Distribuzione e habitat
Il suo areale è ristretto al Messico meridionale (Chiapas).

## Biologia
È una specie verosimilmente arboricola, le cui abitudini sono poco note.

## Status e conservazione
La IUCN considera questa specie in pericolo critico di estinzione.

La Zoological Society of London, in base a criteri di unicità evolutiva e di esiguità della popolazione, considera Tylomys bullaris una delle 100 specie di mammiferi a maggiore rischio di estinzione.